# 平林彪吾
平林 彪吾（ひらばやし ひょうご、1903年9月1日 - 1939年4月28日）は、日本の小説家。

## 経歴
- 1903年9月1日、鹿児島県姶良郡日当山村（現・霧島市）の生まれ。自作農松元萬之助の三男。本名は松元實。
- 1918年3月、姶良郡立工業徒弟学校卒業
- 1921年7月、日本大学高等工学校建築科卒業
- 1927年4月、詩・評論誌「第一芸術」を創刊主宰。
- 1927年5月、東京府復興局建築技手となり、震災後の銀座での土地区画整理業務に携わり現場監督などを務めた。いっぽうで詩人の会合には胸にボヘミアン・ネクタイをしめて長身颯爽として姿を現わしたという。
- 1927年8月、結婚。
- 1928年、日本大学予科卒業。日本大学法文学部社会学科に進学
- 1928年9月、中野に移転、喫茶店「木靴（サボ）」を開業
- 1930年、五反田に移り、喫茶店「ナイト」を経営
- 1931年3月、日本大学法文学部社会学科を卒業。同年5月、復興局解散により技手は免官
- 1931年、日本プロレタリア作家同盟に参加。「文学新聞」編集に従事
- 1934年、「文化集団」に短篇「南国踊り」を発表。筆名を平林彪吾とする
- 1935年6月、「文芸」懸賞創作に短篇「鶏飼ひのコムミユニスト」が入選。
- 1936年1月、伊藤整・本庄陸男、湯浅克衛らと「現実」を創刊。
- 1936年4月、人民文庫に参加。7月、10年ぶりに帰郷し、「九州文学」同人との交流がはじまる。同誌に『肉体の罪』を発表し、人民文庫賞。その他、『震撼された易者』、『女の危機』、『血の値段』などを発表したが、生活は苦しく血を売って小説を書き続け、そのため死期を早めた。
- 1939年4月、敗血症のため築地海軍病院に入院し、同月28日、死去。享年37。小説『焼酎村』(遺稿)が6月号の「文藝」に掲載された。
- 1940年3月、遺作集『月のある庭』が「人民文庫」同人の努力と火野葦平の好意で出版された。

## 家族
長男の松元眞はジャーナリストでテレビ朝日元報道局長を務め、現在文筆家。著書に 『父、平林彪吾とその妻のこと』『父 平林彪吾とその仲間たち 私抄 文学・昭和十年前後』などがある。